# PFC Vidima-Rakovski Sevlievo
Maillots
Le Professionalen Futbolen Klub Vidima-Rakovski Sevlievo (en bulgare : Професионален Футболен Клуб), plus couramment abrégé en Vidima-Rakovski Sevlievo, est un ancien club bulgare de football fondé en 1997 et disparu en 2015, et basé dans la ville de Sevlievo.

## Historique
- 1997 : FC Rakovski et FC Vidima fusionnent et ont créé le PFK Vidima-Rakovski Sevlievo

## Palmarès
| Compétitions nationales                                                             |
| ----------------------------------------------------------------------------------- |
| - Championnat de Bulgarie D2 (1) : - Champion : 2009-10. - Vice-champion : 2006-07. |

## Personnalités du club

### Présidents du club
- Yaroslav Donchev

### Entraîneurs du club
- Dimitar Todorov (juillet 2009 - juin 2011)
- Kostadin Angelov (juin 2011 - ?)
- Anton Velkov